# Contea di Hardin (Illinois)
La contea di Hardin (in inglese Hardin County) è una contea dello Stato dell'Illinois, negli Stati Uniti. La popolazione al censimento del 2010 era di 4 320 abitanti. Il capoluogo di contea è Elizabethtown.

## Storia
La Contea di Hardin County è stata fondata nel 1839 dalla Contea di Pope. Successivamente è stata aggiunta un'area aggiuntiva dalla Contea di Gallatin. La contea di Hardin è stata chiamata in onore del colonnello John Hardin, un ufficiale della guerra rivoluzionaria americana e della guerra indiana nord-occidentale. Hardin fu assassinato dagli indiani Shawnee mentre era in missione di pace nel 1792 per il presidente George Washington, in quella che è ora la Contea di Shelby, Ohio. Negli anni 1790 e all'inizio del 1800, l'area della contea di Hardin, in particolare Cave-In-Rock, era notoriamente utilizzata da banditi, pirati e contraffattori.